# محاكمة بالنار (فلم)
محاكمة بالنار (بالإنجليزية: Trial by Fire) هو فيلم سيرة ذاتيَّة درامية أمريكي لعام 2018 من إخراج إدوارد زويك. القصة مبنيَّة على مقالٍ للكاتب والمؤلف ديفيد جران «مُحاكمة بالنار» الذي نُشِرَ في مجلة نيويوركر في عام 2009. الفيلم من بطولة جاك أوكونيل، ولورا ديرن، وإميلي ميد، وجيف بيري، وجايد بيتيجون.

## القصة
يروي الفيلم قصة كاميرون تود ويلينجهام الحقيقية، الذي أُعدم في تكساس لقتله أطفاله الثلاثة بعدما دحضت الأدلة العلمية وشهادة الخبراء مزاعم براءته.

## الإنتاج

### التطوير
في 8 أغسطس 2017، أُعلن أن جاك أوكونيل ولورا ديرن سيشاركان في تطوير مقال «محاكمة بالنار» للصحفي الأمريكي ديفيد جران بمشاركة إدوارد زويك في الإخراج.

## وصلات خارجية
- مقال «محاكمة بالنار» باللغة الإنكليزية على مجلة نيويوركر.
- محاكمة بالنار  في قاعدة بيانات الأفلام على الإنترنت (بالإنجليزية)
- محاكمة بالنار (فلم) في روتن توميتوز.